# دانشگاه ایالتی شبه جزیره سانتا النا
دانشگاه ایالتی شبه جزیره سانتا النا (به اسپانیایی: Universidad Estatal Península de Santa Elena) ، یک منطقهٔ مسکونی در اکوادور است که در La Libertad, Santa Elena واقع شده‌است.